# هجوم العمالقة (لعبة فيديو)
هجوم العمالقة أو آتاك أون تايتن (باليابانية: 進撃の巨人) (بالإنجليزية: Attack on Titan)‏، هي لعبة فيديو إلكترونية من نوع ذبح وتقطيع وأكشن، وهي من تطوير ستوديو أوميغا فورس ومن نشر شركة كوي تيكمو اليابانية، صدرت في الأسواق اليابانية في شهر فبراير سنة 2016م، ثم صدرت في أغسطس للأسواق الأوروبية والأمريكية، وهي قصة مقتبسة من مسلسل الأنمي الشهير هجوم العمالقة.